# ماري فلورنسا ماكدونالد
ماري فلورنسا ماكدونالد هي أمينة متحف كندية، ولدت في 10 سبتمبر 1984 في Truro, Nova Scotia ‏ في كندا، وتوفيت في 18 يوليو 2017.